# Esferes de pedra de Costa Rica
Les esferes de pedra de Costa Rica són un grup de més de cinc-centes petroesferes situades principalment al sud de Costa Rica a la plana al·luvial del delta del riu Diquís (confluència del riu Sierpe i el riu Gran de Térraba), a la península de Osa i en l'Illa del Caño. La zona pertany al districte de Serp, al cantó d'Óssa. Estan inscrites a la llista del Patrimoni de la Humanitat des del 2014.

## Descripció
Les esferes varien en grandària des d'uns pocs centímetres fins a més de 2 metres de diàmetre, i pesen fins a 15 tones. La majoria estan esculpides a partir de gabro, l'equivalent de gra gruixut del basalt. N'hi ha una dotzena més o menys fetes amb pedra calcària rica en closques i una altra dotzena feta amb pedra arenisca.
Sembla que es van fer picant blocs naturals amb altres roques i després polint-los amb sorra. El grau d'acabat i la precisió de treball varia considerablement. El gabro provenia de pedreres situades en uns turons a diversos quilòmetres de distància d'on es troben les esferes acabades, Algunes esferes inacabades romanen als turons.

## Història
Es creu que les pedres més antigues són de l'any 600, tot i que la majoria daten de després de l'any 1000, sempre abans de la conquesta castellana. L'únic mètode disponible per datar les pedres tallades és l'estratigrafia, malrat la majoria ja no es trobin a la seva ubicació original. La cultura autora de les esperes va desaparèixer després de la conquesta europea.

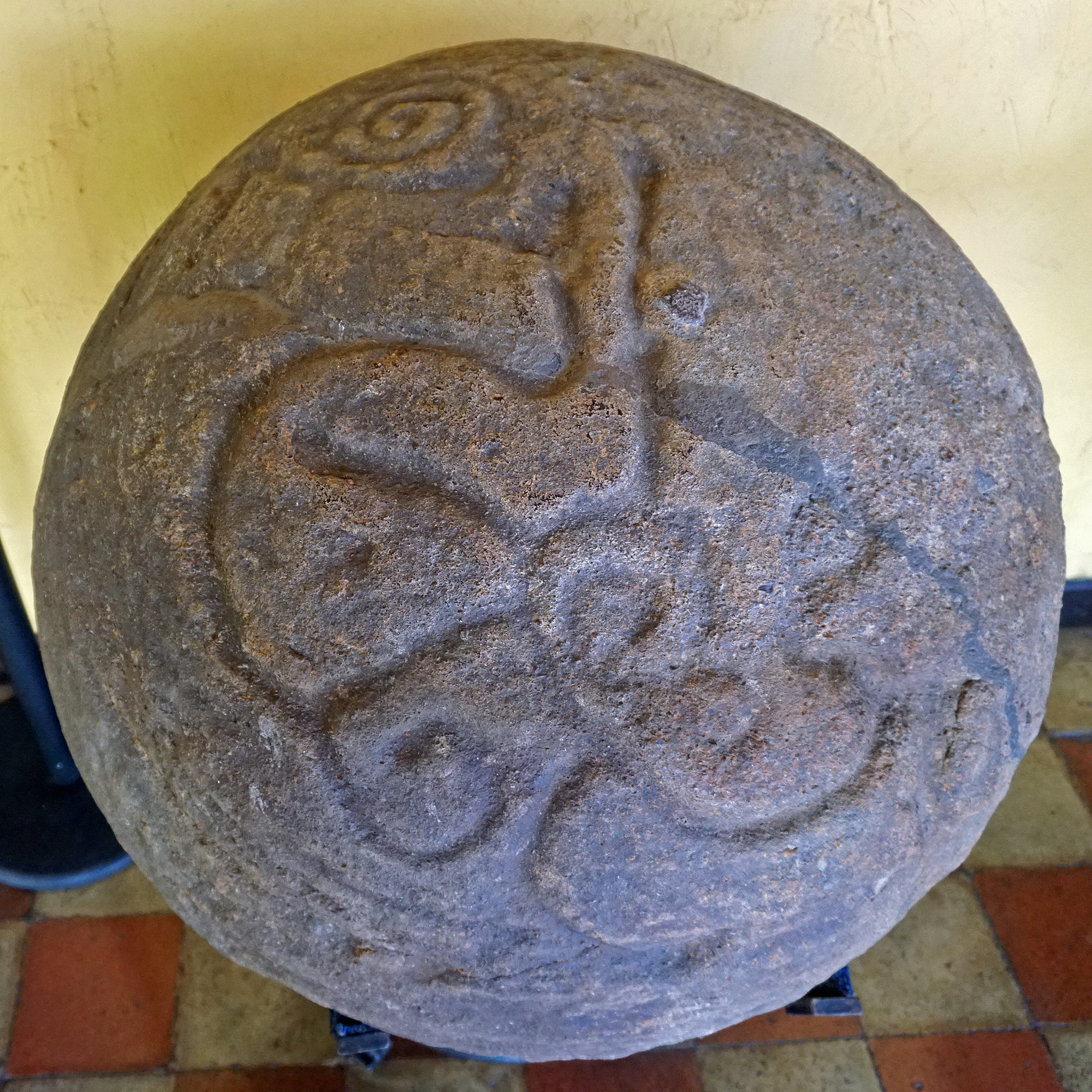
Petrogliffs traçats a les esperes.

Les esferes van ser descobertes a la dècada de 1930 quan la United Fruit Company estava netejant la selva per a plantacions de plàtans. Els treballadors les van apartar amb excavadores i equipament pesat, malmetent-ne algunes. A més, inspirats en històries d'or amagat, els obrers van començar a perforar les esferes i obrir-les amb pals de dinamita. Diverses de les esferes van ser destruïdes abans que les autoritats les poguessin intervingar. Algunes de les esferes dinamitades s'han tornat a muntar i actualment es troben exposades al Museu Nacional de Costa Rica a San José. La col·lecció del Museu Nacional de Costa Rica està formada per sis de les esferes. Moltes esferes també van acabar com a decoració dels jardins de molts ciutadans de Tico.
La primera investigació científica de les esferes es va dur a terme poc després del seu descobriment, i va ser a càrrec de Doris Stone, la filla d'un executiu de United Fruit. Els resultats es van publicar el 1943 a l'American Antiquity, cridant l'atenció de Samuel Kirkland Lothrop del Museu Peabody de la Universitat Harvard. El 1948, ell i la seva dona van intentar excavar un jaciment arqueològic no relacionat a la regió nord de Costa Rica. Quan van anar a San José va conèixer Doris Stone, que va dirigir el grup cap a la regió del delta de Diquís al sud-oest i els va proporcionar valuosos llocs d'excavació i contactes personals. Les troballes de Lothrop es van publicar a l'Archaeology of the Diquís Delta, Costa Rica 1963.

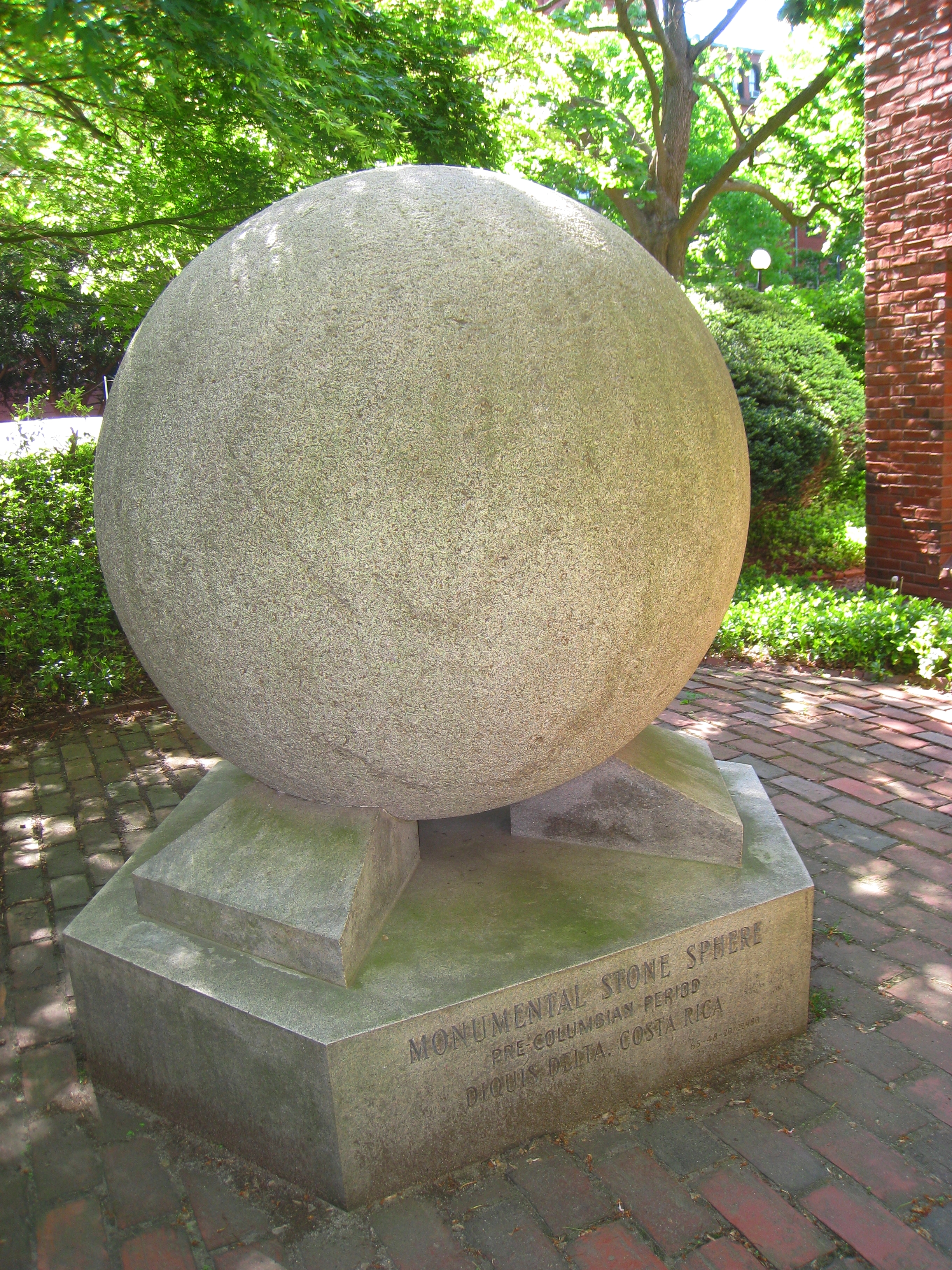
Esfera exposada a la Universitat Harvard.

El 2010, l'investigador de la Universitat de Kansas John Hoopes va visitar el lloc de les esferes de pedra per avaluar la seva elegibilitat per a la protecció com a Patrimoni Mundial de la Unesco.

## Història de la investigació
La investigació científica a la plana al·luvial, particularment sobre les propietats de la United Fruit Company, va començar a la dècada de 1940 amb el treball de Doris Zemurray Stone i Samuel Lothrop. El treball de Lothrop es va centrar en l'excavació en un grapat de jaciments, un de les quals era la Granja 4. El seu treball tenia com a objectiu documentar tots els jaciments arqueològics que contenien esferes de pedra "in situ", registrar el nombre d'esferes i les seves dimensions, i fer mapes detallats que il·lustressin tant l'ordenació com alineacions.

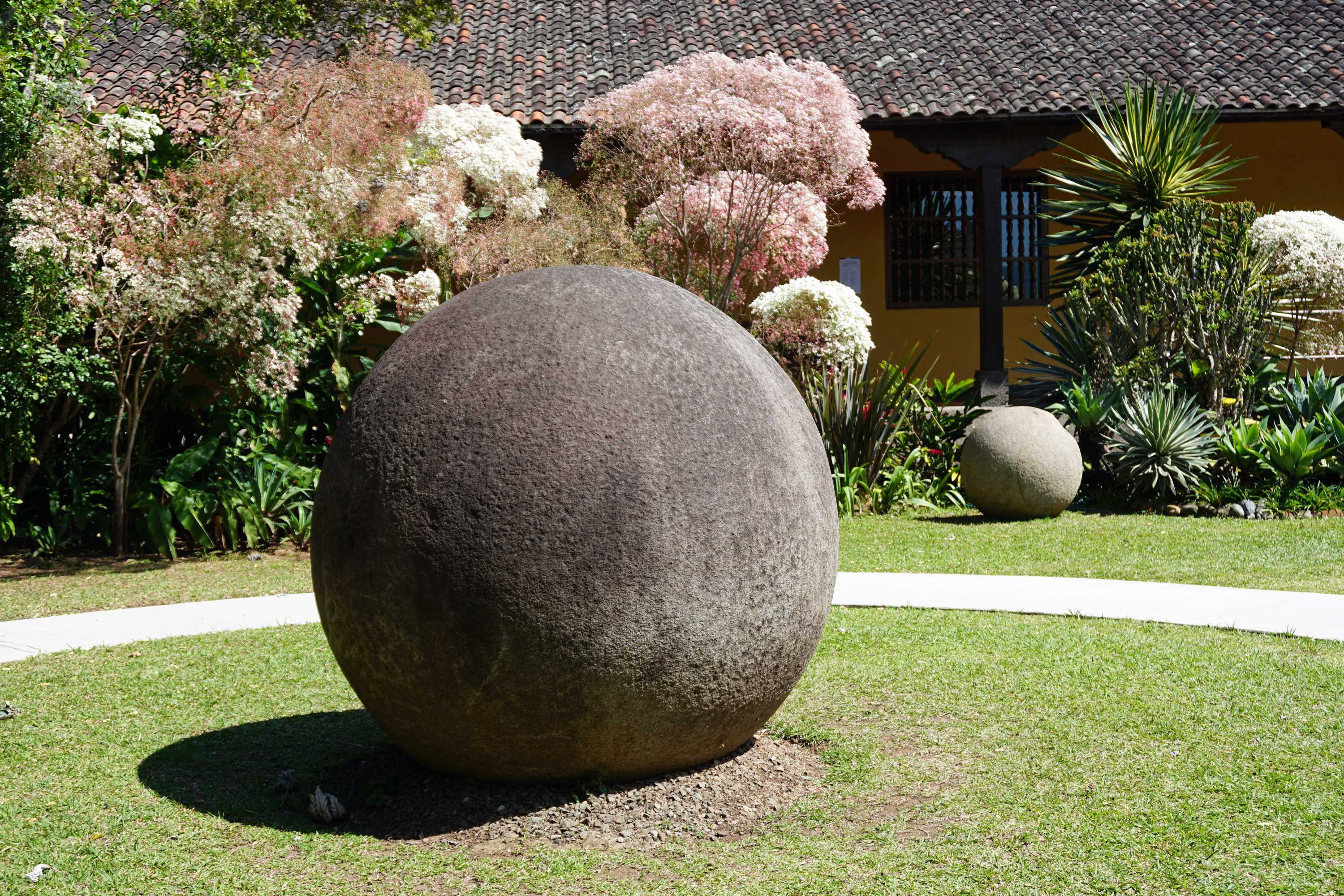
Esfera al Museu Nacional de Costa Rica.

Després dels estudis de Lothrop i Stone, la investigació a la zona es va interrompre durant gairebé cinquanta anys. A la dècada de 1990, Claude Baudez i un equip d'investigadors es van proposar establir una cronologia ceràmica de la regió observant el canvi dels estils ceràmics al llarg del temps. Això es va aconseguir examinant les séquies de drenatge obertes per la UFCo. La investigació realitzada per Ifigenia Quintanilla, sota la direcció del MNCR entre 1991 i 1996, es va dur a terme a la regió sota el projecte "Home i Medi Ambient a Sierpe-Terraba" centrat en els patrons d'assentament, les seqüències ocupacionals i els recursos utilitzats a la regió.
Francisco Corrales i Adrian Badilla, arqueòlegs del Museu Nacional de Costa Rica, han realitzat investigacions contínues a la regió des de l'any 2002. La seva investigació va començar l'any 2002 i es va centrar en quatre jaciments arqueològics de la regió que contenen esferes de pedra i dels quals formen un "circuit" . Aquests llocs inclouen Grijalba, Batambal, El Silencio i "Farm 6". L'objectiu del projecte era avaluar la importància cultural dels llocs, protegir el patrimoni cultural, a més d'iniciar investigacions i estudis als llocs. Corrales i Badilla van elaborar un llibret titulat El Paisaje Cultural del Delta del Diquís que ofereix una breu visió general de la història del Delta del Diquís, la història de les plantacions de plàtans i de la UFCO, el medi natural, els jaciments arqueològics de la regió i la importància de la regió de Diquís com a Patrimoni de la Humanitat de la UNESCO. A la comarca s'ha continuat la recerca de Corrales i Badilla centrada en l'arqueologia i l'estructura política precolombina al Delta del Diquís. La investigació es va centrar en els cacicats i els seus indicadors arqueològics associats. Els seus objectius eren estudiar els jaciments arqueològics que contenien esferes de pedra a la subregió de Diquís per entendre la configuració de la comunitat, les àrees d'activitat, les seqüències d'ocupació i el registre de l'arquitectura monumental.

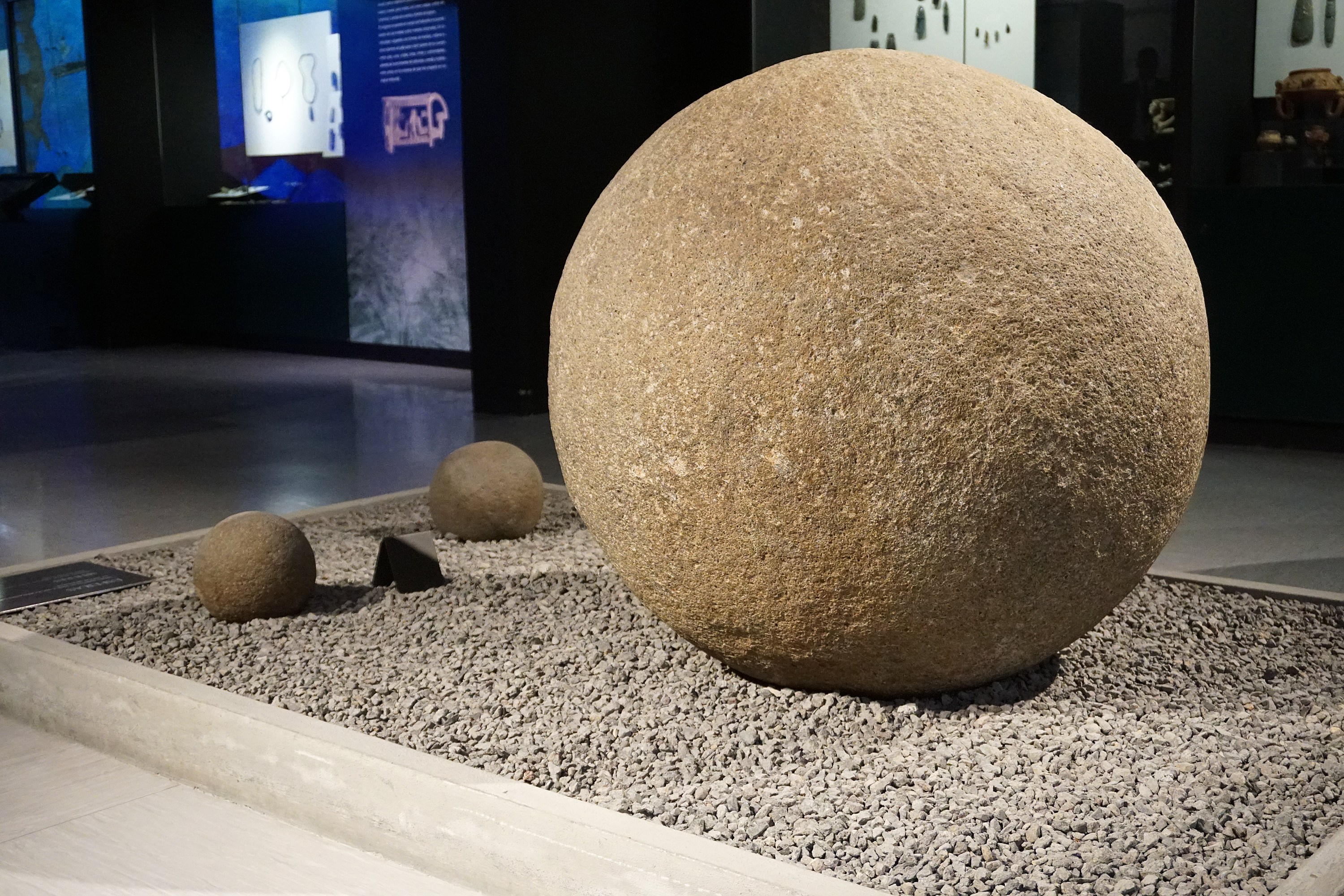
Espera al Museu de Jade.

### Recerca actual
Actualment, la investigació està en curs al jaciment "Granja 6" sota la direcció d'arqueòlegs del Museu Nacional de Costa Rica. La primera temporada de camp en què es van dur a terme les excavacions arqueològiques va ser l'any 2005. Els objectius d'aquesta temporada de camp van incloure definir l'àrea on es trobaven dos túmuls, alineacions d'esferes i diverses excavacions associades al túmul 2. L'any 2007, com a segona temporada d'excavacions es va centrar en l'excavació del túmul 1. Durant aquella temporada, es va descobrir una esfera de pedra "in situ" en associació amb el túmul.